# Christoffer Wessel Debbe
Christoffer Wessel Debbe (* 19. Januar 1837 in Bremen; † 15. März 1912 in Bremen) war ein deutscher Pädagoge und Leiter der Debbeschen Schule in Bremen.

## Biografie
Debbe war der Sohn eines Arbeiters. Er besuchte das Bremer Lehrerseminar. 1861 wurde er Volksschullehrer, später absolvierte er die Prüfung für das Lehramt an Höheren Schulen. Er übernahm die von Heinrich Graefe 1854 gegründete private Knaben-Vorschule, die Vorbereitungsunterricht leistete für die sechsklassige Graefesche Höhere Bürgerschule (später Realschule) in der Bremer Altstadt, die von Graefe geleitet wurde. 

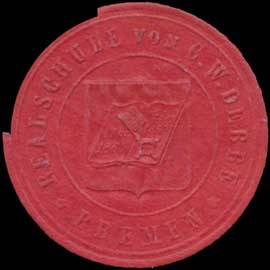
Siegelmarke der Realschule von C.W. Debbe

Die Vorschule befand sich bis 1872 an der Domsheide Nr. 15. Sie wurde auf Grund der Tatkraft von Drebbe 1868 eine selbstständige Realschule mit rund 600 bis 700 Schülern in den 1870er Jahren. Die Debbersche Schule bzw. Realschule C.W. Debbe – wie sie amtlich genannt wurde – zog 1872 in die Pelzerstraße Nr. 9 in der Altstadt um und erweiterte sich durch die Nachbargrundstücke Nr. 8 und 11. Seit 1894 wurde die Schule vom Staat mit 6000 Mark unterstützt. Debbe verkaufte 1897 die Gebäude in der Pelzerstraße an den Frauen-Erwerbs- und Ausbildungsverein. Seine Schule zog nun zur Ansgariitorstraße Nr. 14 zwischen Am Wall und Knochenhauerstraße um. Mit der geringen finanziellen Unterstützung konnte Debbe nicht die steigenden Lehrergehälter bezahlen und er verhandelte mit dem Staat. 1899 übernahm Bremen die Schule, die zu einer Nebenschule der Realschule in der Altstadt wurde und nun zehn Klassen umfasste, davon drei als Elementarschule. Debbe trat 1899 in den Ruhestand. Die Schule wurde 1906 zu einer Hilfsschule.
Debbe war Mitglied der Allgemeinen Deutschen Lehrerversammlung und des Deutschen Privatschullehrervereins sowie der Loge Friedrich Wilhelm zur Eintracht. Er war 27 Jahre Mitglied der Bremischen Bürgerschaft. Er war Mitbegründer und Vorsitzender einer Landwirtschaftlichen Versuchsstation, die vom Bremer Naturwissenschaftlichen Verein im Auftrage der preußischen Regierung verwaltet wurde.
Er war mit der Tochter des Leiters des Bremer Lehrerseminars August Lüben verheiratet.